# إي. سي. فيفيان
إي. سي. فيفيان (بالإنجليزية: E. C. Vivian)‏ (19 أكتوبر 1882، نورفك في المملكة المتحدة - 21 مايو 1947، لندن في المملكة المتحدة)؛ صحفي وروائي بريطاني.